# Liste der Monuments historiques in Marigny (Allier)
Die Liste der Monuments historiques in Marigny (Allier) führt die Monuments historiques in der französischen Gemeinde Marigny auf.

## Liste der Bauwerke
| Bezeichnung        | Beschreibung                           | Standort | Kennzeichnung | Schutzstatus | Datum | Bild           |
| ------------------ | -------------------------------------- | -------- | ------------- | ------------ | ----- | -------------- |
| Château de Charmes | Schloss, erbaut ab dem 16. Jahrhundert | (Lage)   | PA00093418    | Inscrit      | 1992  | weitere Bilder |
| Kirche St-Pourçain | Erbaut im 12. Jahrhundert              | (Lage)   | PA00093149    | Classé       | 1919  | weitere Bilder |

## Liste der Objekte
| Bezeichnung                                          | Beschreibung                  | Standort                         | Kennzeichnung | Schutzstatus | Datum | Bild |
| ---------------------------------------------------- | ----------------------------- | -------------------------------- | ------------- | ------------ | ----- | ---- |
| Skulptur Madonna mit Kind (Foto in der Base Palissy) | Holz, polychrom gefasst       | in der Kirche St-Pourçain (Lage) | PM03001731    | Inscrit      | 2004  |      |
| Kelch und Schale                                     | Silber und vergoldet, 1664/65 | in der Kirche St-Pourçain (Lage) | PM03001742    | Inscrit      | 2010  |      |
| Skulptur der heiligen Radegundis                     | Holz, polychrom gefasst       | in der Kirche St-Pourçain (Lage) | PM03001732    | Inscrit      | 2004  |      |